# Thurins
Thurins – miejscowość i gmina we Francji, w regionie Owernia-Rodan-Alpy, w departamencie Rodan.
Według danych na rok 1990 gminę zamieszkiwały 2104 osoby, a gęstość zaludnienia wynosiła 109 osób/km² (wśród 2880 gmin regionu Rodan-Alpy Thurins plasuje się na 414. miejscu pod względem liczby ludności, natomiast pod względem powierzchni na miejscu 531.).